# Церква Вознесіння Господнього (Новий Витків)
Церква Вознесіння Господнього в Новому Виткові — храм УГКЦ у селі Новому Виткові Радехівської громади Шептицького району Львівської области України.

## Історія
Відомо, що храм у селі вже існував у 1533—1542 роках. Наступні згадки датуються 1565, 1578 та 1662 роках. 1762 року парафію візитував єпископ Максиміліян Рило, а в 1828 році митрополит Михайло Левицький.
Мурована церква будувалася протягом 1904—1910 років, яка замінила старіший дерев'яний храм, збудований 1740 року (згорів у 1904 році). Кошти жертвували відомі люди, зокрема свою лепту вніс оперний співак Олександр Мишуга та дідич Виткова граф Станіслав Бадені. Керував будівництвом архітектор‑будівничий Яків Рудницький згідно з проєктом Василя Нагірного.
Після Львівського псевдособору 1946 року парафію перевели в російське православ'я. На початку української незалежності знову в лоні УГКЦ.
Ікони для іконостаса і запрестольну ікону намалював Осип Курилас, намісні ікони авторства Костянтина Дзбанського. Від 1936 року стінопис храму виконували Павло Ковжун та Михайло Осінчук; вітражі виготовлені за проєктом Степана-Вітольда Матейка у краківській фірмі Станіслава Ґабріеля Желенського. У 2006—2011 роках старіші розписи художники‑реставратори реставрували, і водночас вони доповнили нові розписи на нерозписані стіни храму (керівники проєкту Оксана Садова і Олег Рішняк).
Дзвіниця зведена в 1920 році.

## Парохи
- о. Василь Зарицький (1828)
- о. Михайло Ганкевич (1831—1838, адміністратор)
- о. Теодор Дольницький (1838—1842, адміністратор)
- о. Григорій Ясинський (1842—1882)
- о. Сильвестер Богачевський (1882—1883)
- о. Теофіл Корчинський (1883—1936)
- о. Іван Недільський (1927—1930, сотрудник)
- о. Олексій Лазечко (1930—1935, сотрудник)
- о. Петро Баран (1935—1936, сотрудник; 1936—1938, адміністратор)
- о. Клим Шостак (1938—1939, адміністратор; 1944)
- о. Володимир Кот (адміністратор) — нині[2]